# Kingston (hrabstwo Green Lake)
Kingston – miasto w Stanach Zjednoczonych, w stanie Wisconsin, w hrabstwie Green Lake.